# Марк Фабий Бутеон (консул)
Марк Фа́бий Бутео́н (лат. Marcus Fabius Buteo; умер после 216 года до н. э.) — римский военачальник и политический деятель из патрицианского рода Фабиев, консул 245 года до н. э., диктатор в 216 году до н. э. Участвовал в Первой Пунической войне, по одной из версий, возглавлял посольство, объявившее Карфагену новую войну в 219 году до н. э.

## Биография

### Происхождение
Марк Фабий принадлежал к одному из самых знатных и влиятельных патрицианских родов Рима. Поздние источники возводили родословную Фабиев к сыну Геракла и италийской нимфы, утверждая также, что вначале этот род назывался Фодии (от латинского fodere — «рыть»), поскольку его представители с помощью ям ловили диких зверей. Антиковед Т. П. Уайзмен назвал это объяснение «достаточно необычным, чтобы быть правдой».
Марк Фабий и его брат Нумерий, консул 247 года до н. э., — первые, известные истории, носители когномена «Бутеон» (Buteo). Предположительно, это родовое прозвище носил и их отец, Марк, сын Марка, который должен был жить приблизительно во времена Пирровой войны.

### Консулат и цензура
Первые упоминания о Марке Фабии в источниках относятся к 245 году до н. э., когда он занимал должность консула. В это время шла Первая Пуническая война: на Сицилии римляне вели позиционные боевые действия против карфагенского полководца Гамилькара Барки. Предположительно там командовал второй консул, плебей Гай Атилий Бульб, тогда как Марк Фабий воевал на море. Согласно Флору, он разбил флот противника при Эгимуре, но позже из-за шторма потерял все трофеи; римские корабли, «гонимые неблагоприятными ветрами, потерпели кораблекрушение и наполнили богатой добычей Африку, Сирт и берега лежащих между ними островов». В историографии существует предположение, что Флор спутал события разных кампаний и в действительности флот Бутеона не страдал от штормов. По возвращении в Рим консул отпраздновал триумф.
Поскольку в 216 году до н. э. Марк Фабий был старейшим цензорием в сенате, предполагается, что он занимал должность цензора в 241 году до н. э. (это единственно возможная дата, так как имена цензоров предыдущего и следующего пятилетий известны). Коллегой Бутеона был плебей Гай Аврелий Котта.

### Посольство в Карфаген
Возможно, Квинт Фабий сыграл важную роль в событиях, предваривших Вторую Пуническую войну. Когда карфагенский полководец Ганнибал взял союзный Риму город Сагунт в Испании, в Карфаген было направлено посольство, формальным главой которого стал один из Фабиев. Если Полибий и Аппиан не называют имена ни одного из послов, то Силий Италик и Флор говорят просто о некоем Фабии; Тит Ливий сообщает о Квинте Фабии, не называя когномен. Наконец, согласно Диону Кассию и Зонаре, посольство возглавлял Марк Фабий, и это мог быть только Марк Фабий Бутеон).
В историографии главой посольства и человеком, непосредственно объявившим войну Карфагену от имени Римской республики, в ряде случаев уверенно называют Квинта Фабия Максима (в последующем Кунктатора). Но существуют мнения в пользу версии Диона Кассия и Зонары. Ф. Мюнцер считает, что решающих аргументов в пользу какого-либо из двух вариантов нет: оба Фабия могли возглавить посольство как знатные и умудрённые опытом цензории, но Квинт Фабий как более значительная фигура теоретически мог получить предпочтение и у современников, и у историков последующих веков.
В карфагенском Совете послы задали вопрос, «государством ли дано Ганнибалу полномочие осадить Сагунт». Карфагеняне, отказавшись от прямого ответа, предпочли заявить о своём праве вести завоевания в Испании.

Тогда римлянин, свернув полу тоги, сказал: «Вот здесь я приношу вам войну и мир; выбирайте любое!» На эти слова он получил не менее гордый ответ: «Выбирай сам!» А когда он, распустив тогу, воскликнул: «Я даю вам войну!» — присутствующие единодушно ответили, что они принимают войну и будут вести её с такою же решимостью, с какой приняли.
— Тит Ливий. История Рима от основания города, XXI, 18, 13—14.
Выполнив первую часть своей миссии, послы переправились в Испанию, чтобы заключить союзы с местными племенами. Баргузии приняли их дружелюбно, но вольцианы поставили в вину римлянам гибель Сагунта, так и не получившего помощи, и после этого иберы перестали идти на контакт с посольством. Римляне попытались ещё убедить галлов не пропускать карфагенскую армию через свою территорию, но те подняли послов на смех. Легаты вернулись в Рим уже после отбытия консулов к армиям. Существует предположение, что рассказ об этом Ливия — литературный вымысел, целью которого было оправдать медленные приготовления Рима к войне.

### Поздние годы
После поражения при Каннах летом 216 года до н. э., когда римский сенат существенно поредел из-за гибели на поле боя многих своих членов, Марк Фабий был избран диктатором сроком на шесть месяцев и без начальника конницы. Его задачей было пополнить сенат; при этом параллельно исполнял обязанности диктатора Марк Юний Пера, командовавший войсками. В этой ситуации Бутеон действовал максимально быстро: в течение одного дня он назначил 177 новых сенаторов и тут же распустил ликторов, снова став частным лицом.

## Потомки
Орозий сообщает, что «Фабий Цензорий убил своего сына, Фабия Бутеона, обвинённого в краже». Предположительно это произошло около 220 года до н. э. Марк Фабий Бутеон, один из преторов 201 года до н. э. и наместник Сардинии, мог быть внуком Фабия Цензория.